# Artaxias I
Artaxias I (em armênio: Արտաշես) foi o primeiro rei da Arménia da Dinastia artaxíada de que foi o fundador. Reinou entre 189 a.C. e 160 a.C. foi antecedido nos comandos do reino por Orontes IV e foi sucedido no trono pelo rei Artavasdes I da Arménia.
Ele foi o fundador da cidade de Artaxata. Aníbal, após Antíoco III Magno ter sido conquistado pelos romanos, procurou refúgio com Artaxias e observou um lugar desabitado e que tinha várias vantagens naturais, e sugeriu que Artaxias construísse uma cidade. O rei ficou maravilhado, e pediu a Aníbal que supervisionasse o trabalho; quando a cidade foi terminada, ganhou o nome do rei, e se tornou a capital da Armênia.

## Nome
Artaxes (Αρτάξης, Artáxēs), Adeser (Αδεσήρ, Adesēr), Artaxer (Αρταξηρ, Artaxḗr), Artaxares (Αρταξάρης, Artaxárēs), Artaser (Αρτασήρ, Artasḗr), Artasires (Αρτασείρης, Artaseírēs), Artaxas (Αρτάξας, Artáxas) e Artaxias (Αρταξίας, Artaxías) são as formas gregas do parta e persa médio Ardaxir ou Artaxir (𐭠𐭥𐭲𐭧𐭱𐭲𐭥, Ardaxšīr ou Artaxšīr) e do armênio Artaxir (Արտաշիր, Artašir) e Artaxes (Արտաշէս, Artašēs; surgido da forma não atestada *Artašas). Esses nomes derivam do persa antigo Artaxaça (𐎠𐎼𐎫𐎧𐏁𐏂𐎠, Artaxšaçā) ou o iraniano antigo Artaxatra (*R̥ta-xš-ira-), que significa "cujo reinado é através da verdade". Sua grafia em persa antigo também foi helenizada e latinizada como Artaxerxes (Αρταξέρξης, Artaxérxēs).